# Épervier à cuisses rousses
Accipiter erythronemius
Espèce
Statut de conservation UICN

 LC  : Préoccupation mineure
Statut CITES
L'Épervier à cuisses rousses (Accipiter erythronemius) est une espèce d'oiseaux de la famille des Accipitridae. Avec l'Épervier à gorge rayée (A. ventralis) et  l'Épervier à poitrine blanche (A. chionogaster), elle a récemment été séparée de l'Épervier brun (A. striatus).